# Leichtathletik-Weltmeisterschaften 2005/20 km Gehen der Frauen
Das 20-km-Gehen der Frauen bei den Leichtathletik-Weltmeisterschaften 2005 wurde am 7. August 2005 in den Straßen der finnischen Hauptstadt Helsinki ausgetragen.
Weltmeisterin wurde die russische Weltmeisterin von 2001, Olympiazweite von 2004 und amtierende Europameisterin Olimpiada Iwanowa. Sie unterbot den bestehenden Weltrekord um 41 Sekunden.

Den zweiten Rang belegte die Belarussin Ryta Turawa.

Die Portugiesin Susana Feitor kam auf den dritten Platz.

## Rekorde

### Bestehende Rekorde

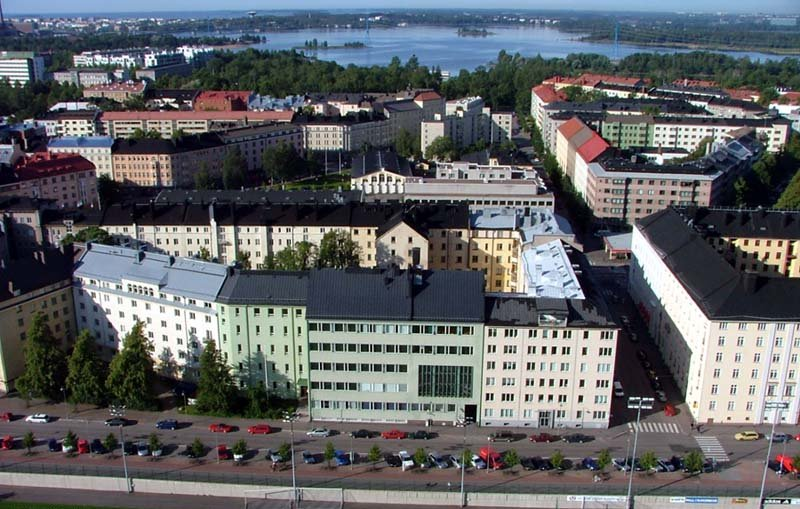
Blick auf Helsinkis Töölö Distrikt vom Tower des Olympiastadions aus, August 2004

| Weltrekord               | 1:26:22 h | Wang Yan          | Guangzhou, Volksrepublik China | 19. November 2001 |
| Weltrekord               | 1:26:22 h | Jelena Nikolajewa | Tscheboksary, Russland         | 18. Mai 2003      |
| Weltmeisterschaftsrekord | 1:26:52 h | Jelena Nikolajewa | WM 2003 in Paris, Frankreich   | 24. August 2003   |

### Rekordverbesserung
Die russische Weltmeisterin Olimpiada Iwanowa verbesserte den bestehenden WM-Rekord im Wettbewerb am 7. August um 1:11 Minuten auf 1:25:41 h. Damit stellte sie gleichzeitig einen neuen Weltrekord auf.
Außerdem gab es zwei Landesrekorde.
- 1:27:05 h – Ryta Turawa, Belarus
- 1:29:05 h – Barbora Dibelková, Tschechien

## Durchführung
Hier gab es keine Vorrunde, alle 47 Geherinnen traten gemeinsam zum Finale an.

## Ergebnis

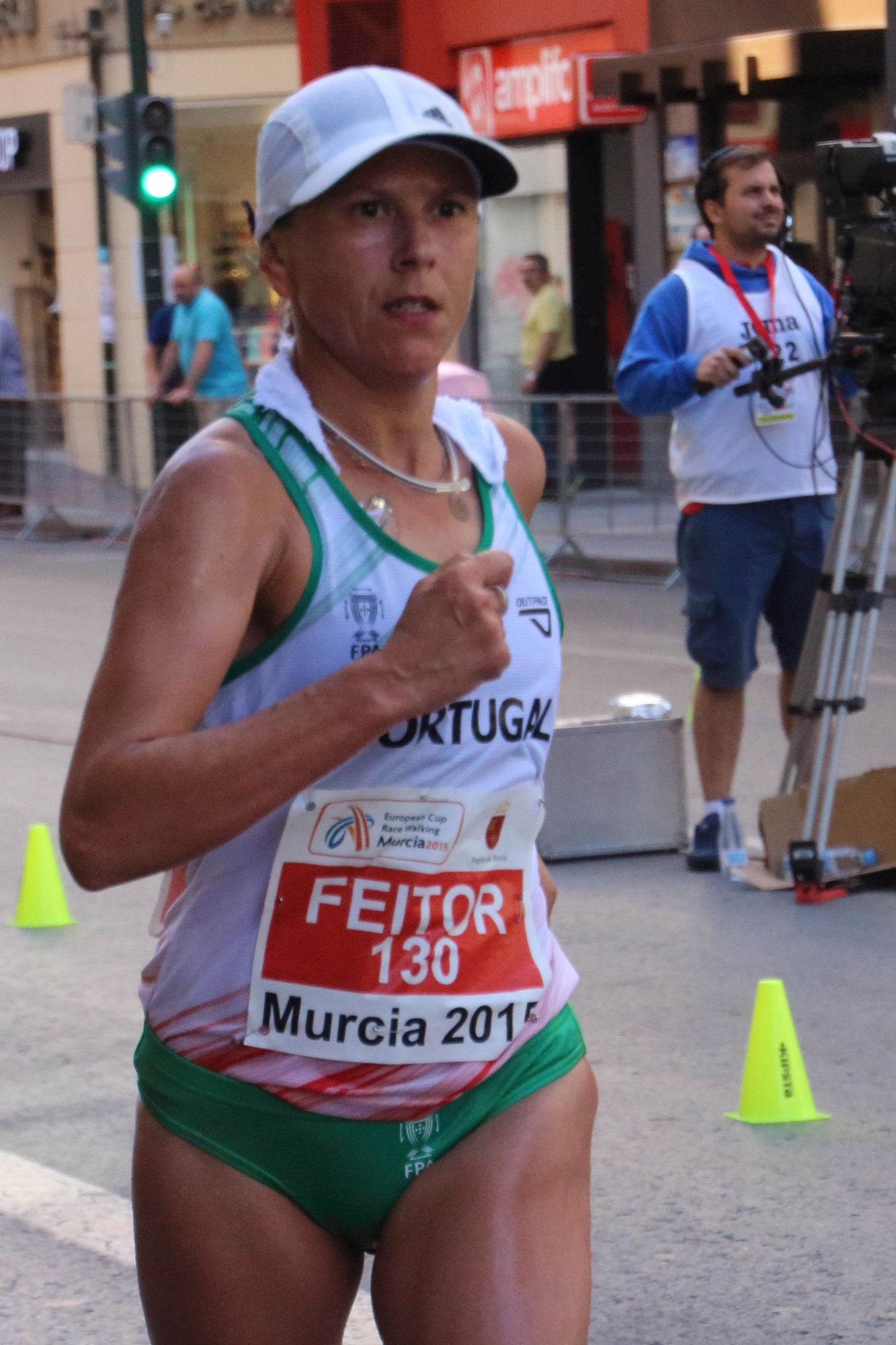
Bronzemedaillengewinnerin Susana Feitor

7. August 2005, 11:35 Uhr
| Platz | Name                   | Nation              | Zeit (h)   |
| ----- | ---------------------- | ------------------- | ---------- |
| 1     | Olimpiada Iwanowa      | Russland            | 1:25:41 WR |
| 2     | Ryta Turawa            | Belarus             | 1:27:05 NR |
| 3     | Susana Feitor          | Portugal            | 1:28:44    |
| 4     | María Vasco            | Spanien             | 1:28:51    |
| 5     | Barbora Dibelková      | Tschechien          | 1:29:05 NR |
| 6     | Athina Papayianni      | Griechenland        | 1:29:21    |
| 7     | Elisa Rigaudo          | Italien             | 1:29:52    |
| 8     | Claudia Ștef           | Rumänien            | 1:30:07    |
| 9     | Song Hongjuan          | Volksrepublik China | 1:30:32    |
| 10    | Julija Wojewodina      | Russland            | 1:30:34    |
| 11    | Melanie Seeger         | Deutschland         | 1:31:00    |
| 12    | Kristina Saltanovič    | Litauen             | 1:31:23    |
| 13    | Elena Ginko            | Belarus             | 1:31:36    |
| 14    | Ana Maria Groza        | Rumänien            | 1:31:48    |
| 15    | Vera Santos            | Portugal            | 1:32:17    |
| 16    | Maria Teresa Gargallo  | Spanien             | 1:32:24    |
| 17    | Swetlana Tolstaja      | Kasachstan          | 1:32:40    |
| 18    | Tatjana Gudkowa        | Russland            | 1:33:05    |
| 19    | Geovana Irusta         | Bolivien            | 1:33:19    |
| 20    | Jane Saville           | Australien          | 1:33:44    |
| 21    | Cheryl Webb            | Australien          | 1:33:68    |
| 22    | Jolanta Dukure         | Lettland            | 1:34:24    |
| 23    | Sabine Krantz          | Deutschland         | 1:34:24    |
| 24    | Mária Gáliková         | Slowakei            | 1:34:38    |
| 25    | Gisella Orsini         | Italien             | 1:35:05    |
| 26    | Vira Zozulya           | Ukraine             | 1:35:12    |
| 27    | Inês Henriques         | Portugal            | 1:35:44    |
| 28    | María José Poves       | Spanien             | 1:36:12    |
| 29    | Kim Mi-jung            | Südkorea            | 1:37:01    |
| 30    | Sonata Milušauskaité   | Litauen             | 1:37:17    |
| 31    | Mayumi Kawasaki        | Japan               | 1:37:30    |
| 32    | Monica Svensson        | Schweden            | 1:38:11    |
| 33    | María Graciela Mendoza | Mexiko              | 1:38:11    |
| 34    | Mabel Oncebay          | Peru                | 1:40:46    |
| 35    | Outi Sillanpää         | Finnland            | 1:41:03    |
| DNF   | Jelena Nikolajewa      | Russland            |            |
| DNF   | Miriam Ramón           | Ecuador             |            |
| DNF   | Wang Liping            | Volksrepublik China |            |
| DNF   | Sachiko Konishi        | Japan               |            |
| DNF   | Natallja Missjulja     | Belarus             |            |
| DNF   | Teresa Vaill           | USA                 |            |
| DSQ   | Gulnara Mammadova      | Aserbaidschan       |            |
| DSQ   | Evelyn Nuñez           | Guatemala           |            |
| DSQ   | Olive Loughnane        | Irland              |            |
| DSQ   | Jiang Jing             | Volksrepublik China |            |
| DSQ   | Athanasia Tsoumeleka   | Griechenland        |            |
| DSQ   | Cristina López         | El Salvador         |            |

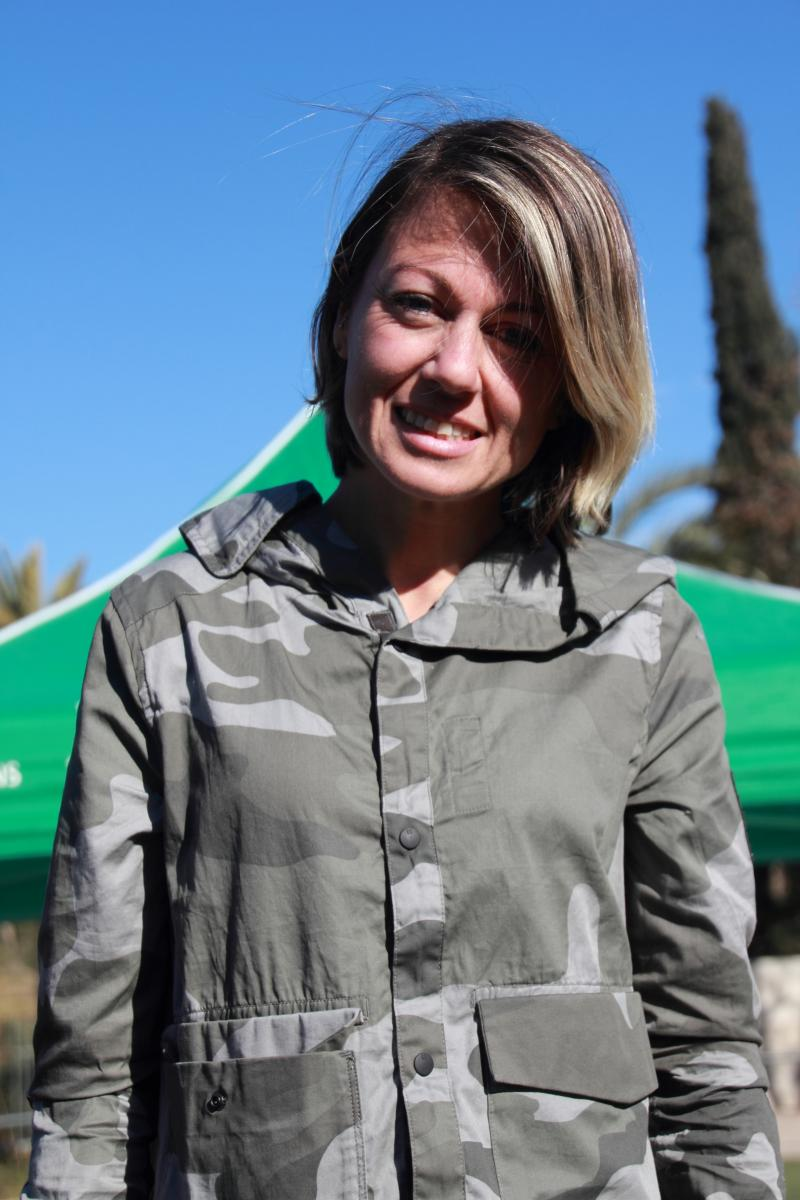
María Vasco erreichte Platz vier

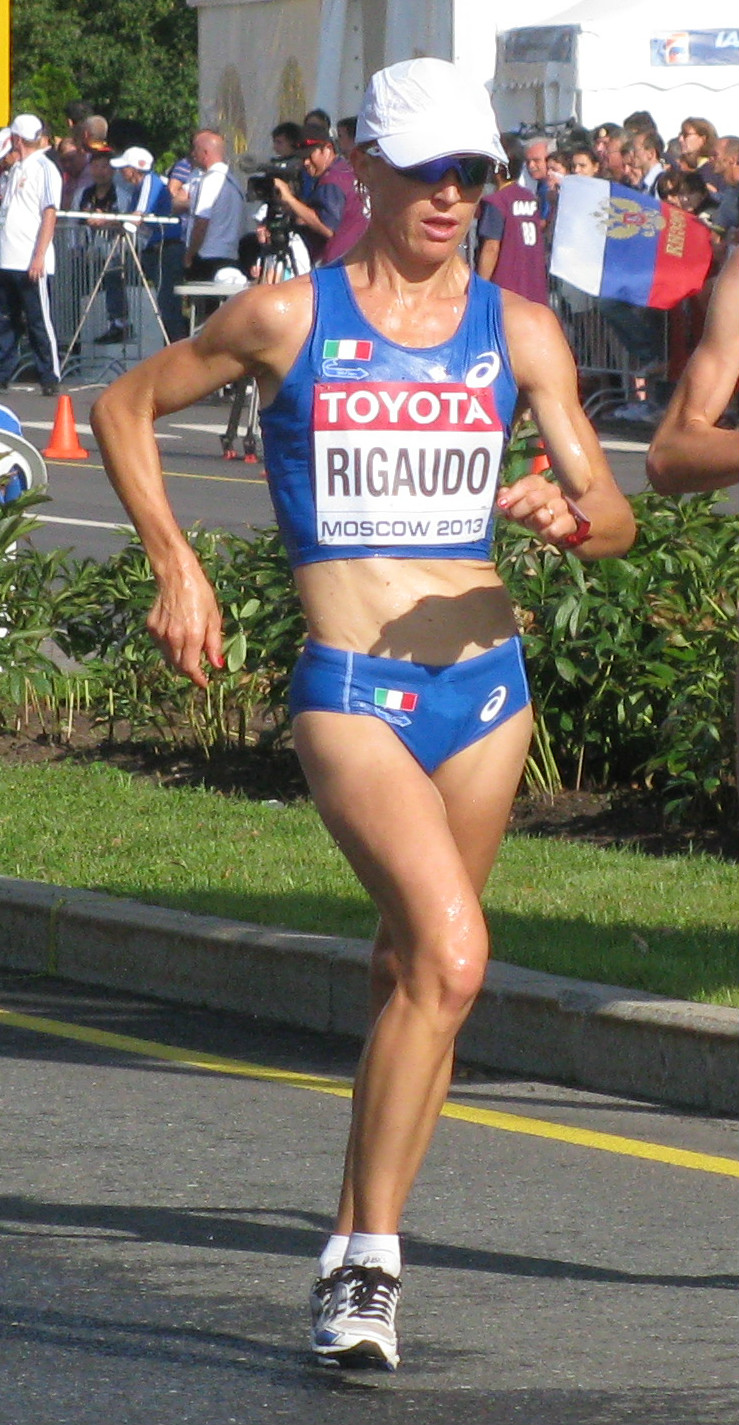
Elisa Rigaudo – Rang sieben

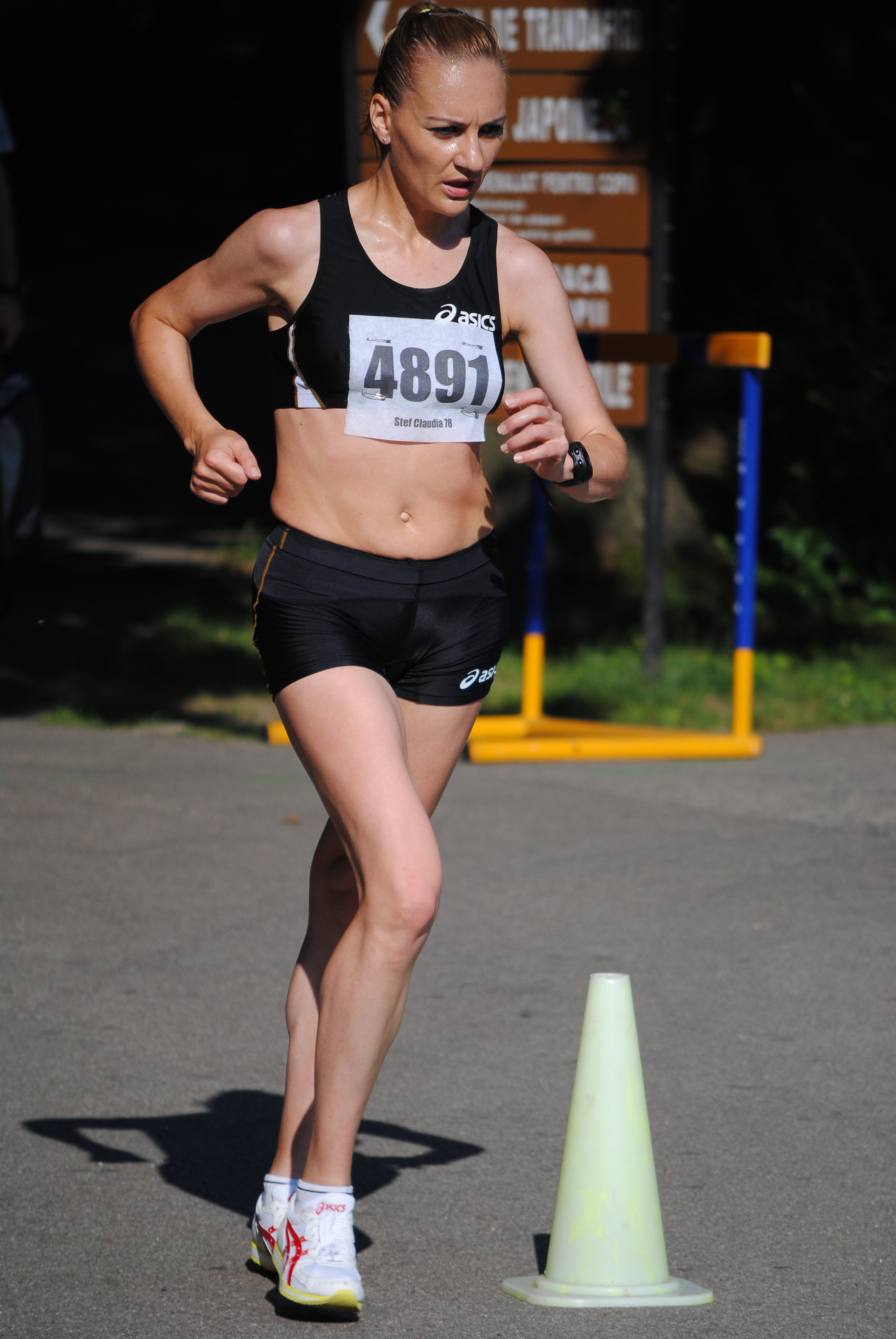
Die achtplatzierte Claudia Ștef
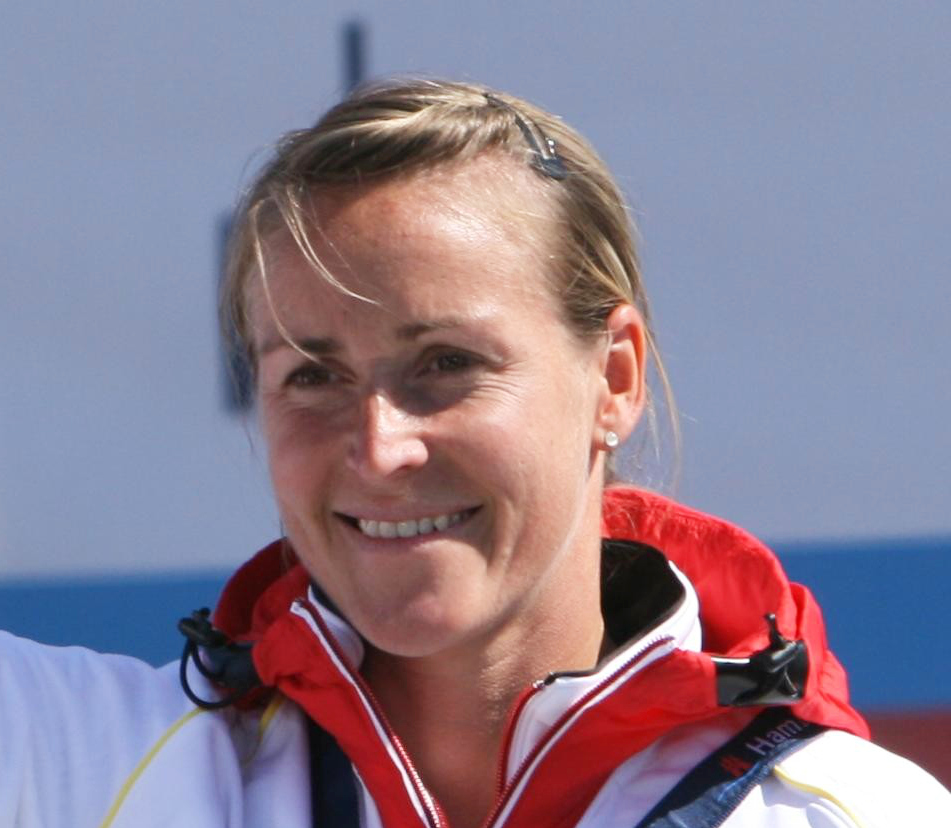
Melanie Seeger belegte Rang elf
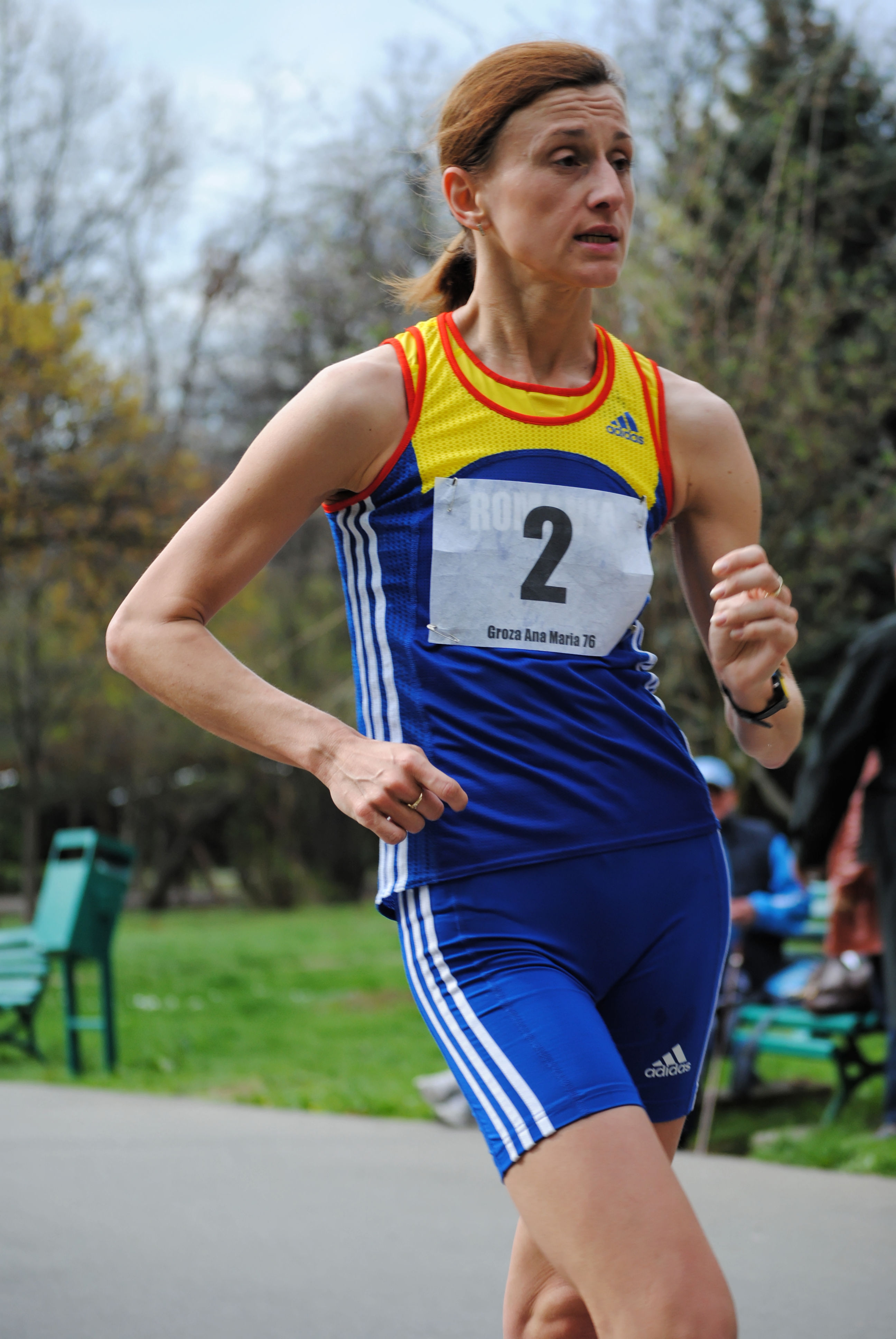
Ana Maria Groza – Platz vierzehn
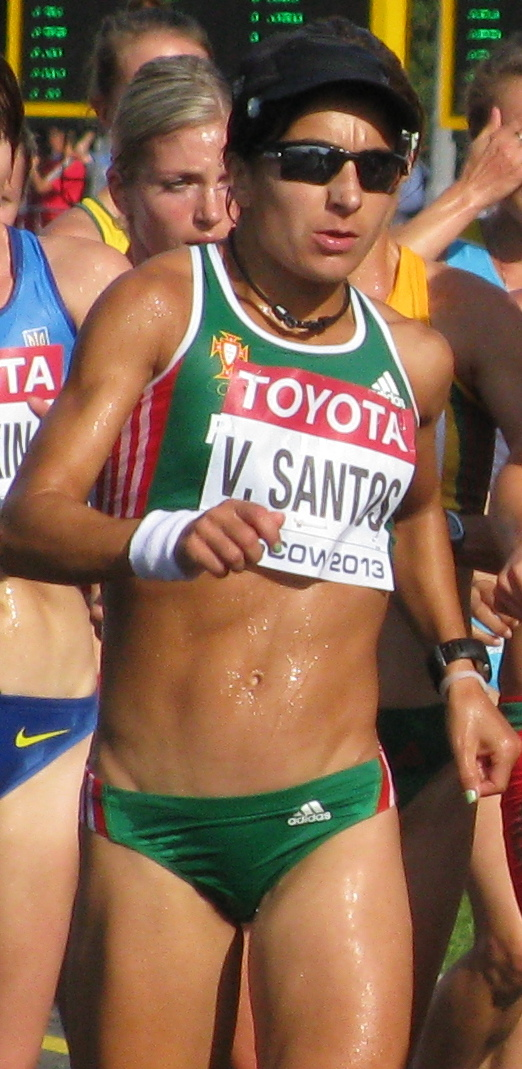
Vera Santos wurde Fünfzehnte
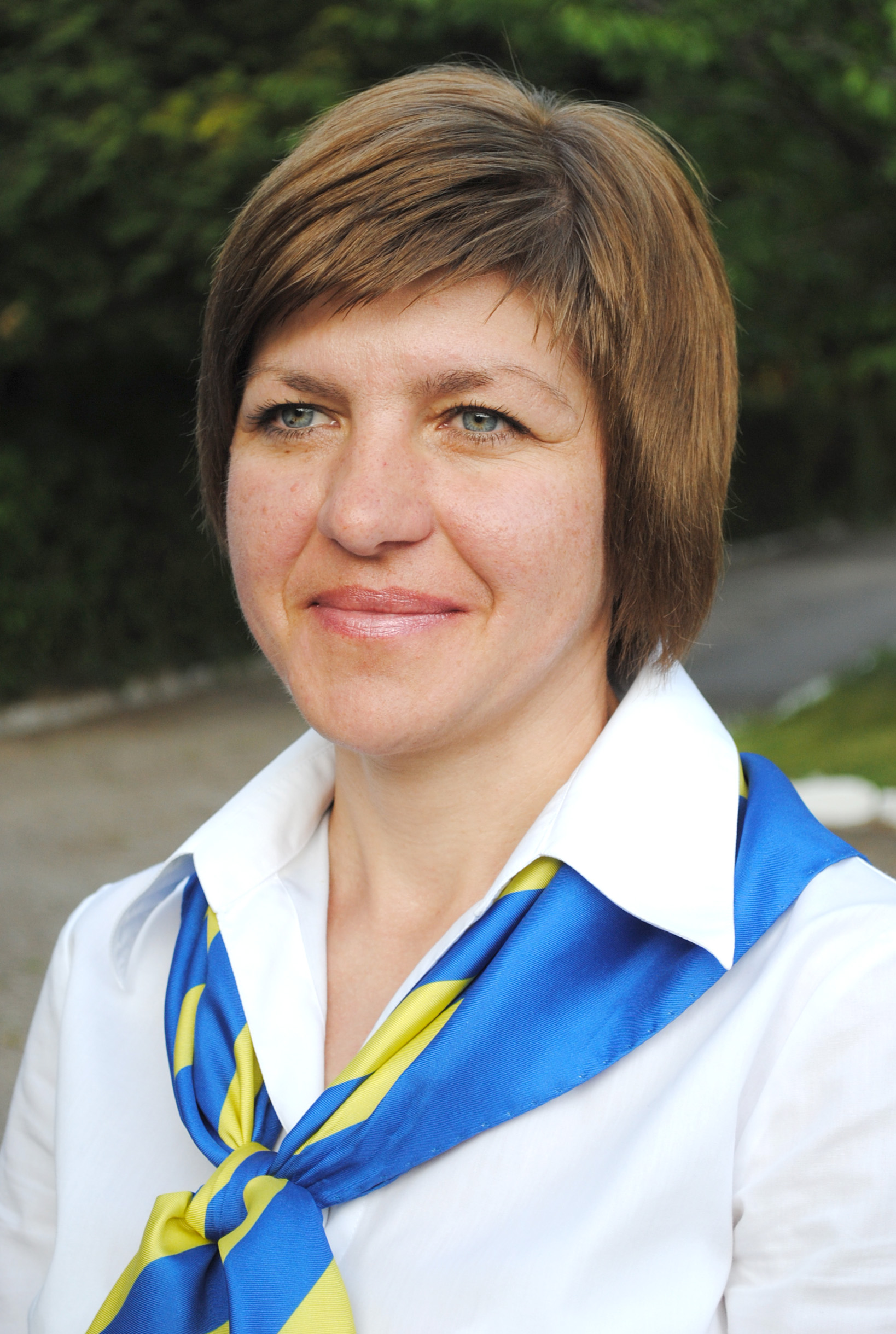
Vira Zozulya kam auf den 26. Platz
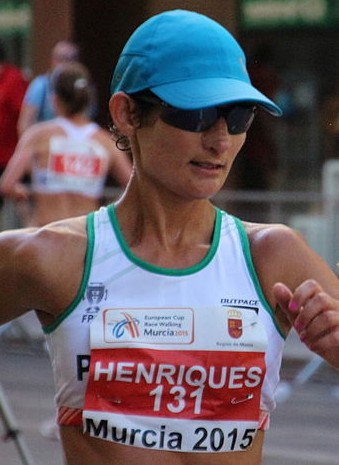
Inês Henriques – Platz 27
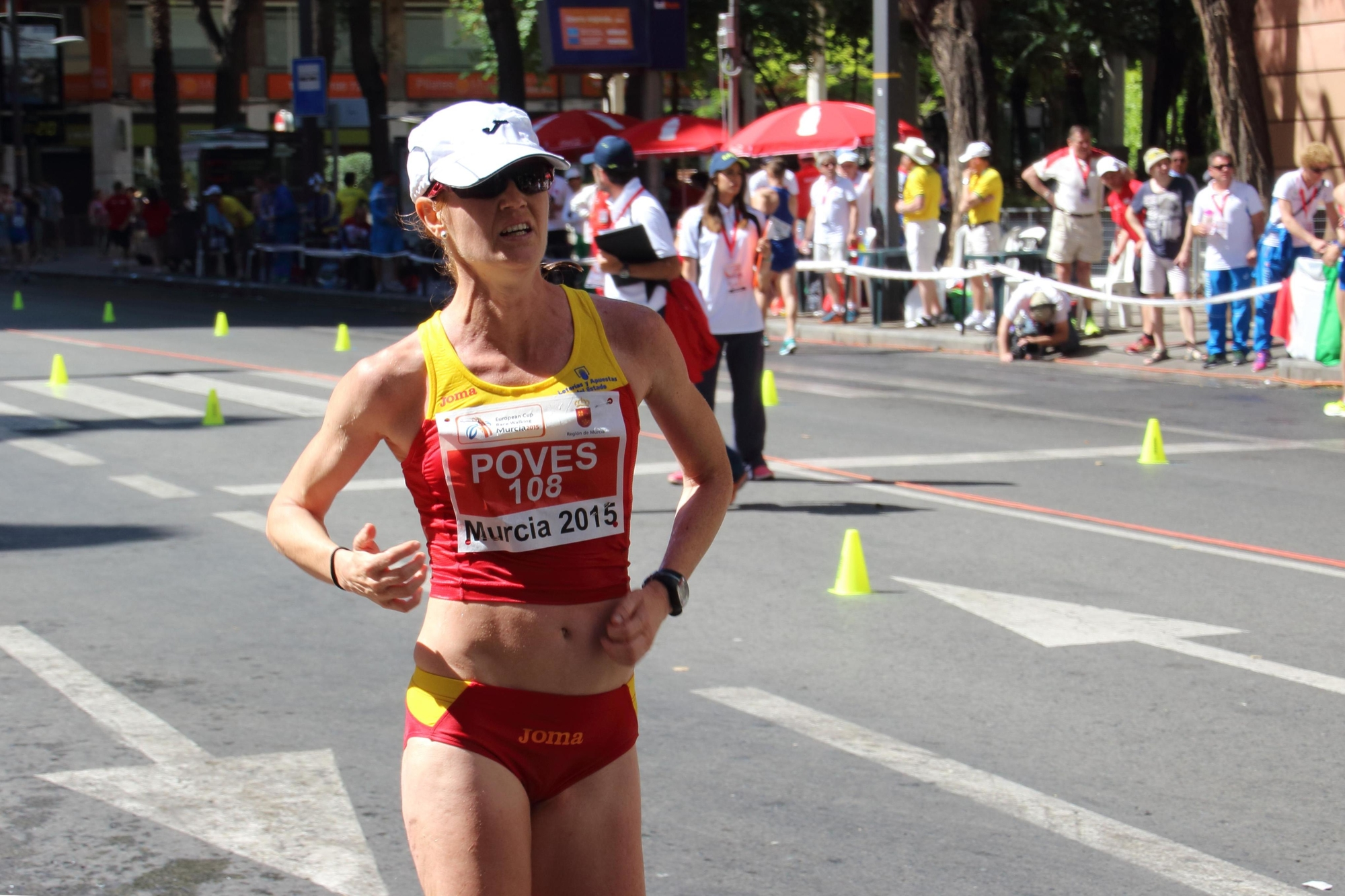
Rang 28 für María José Poves
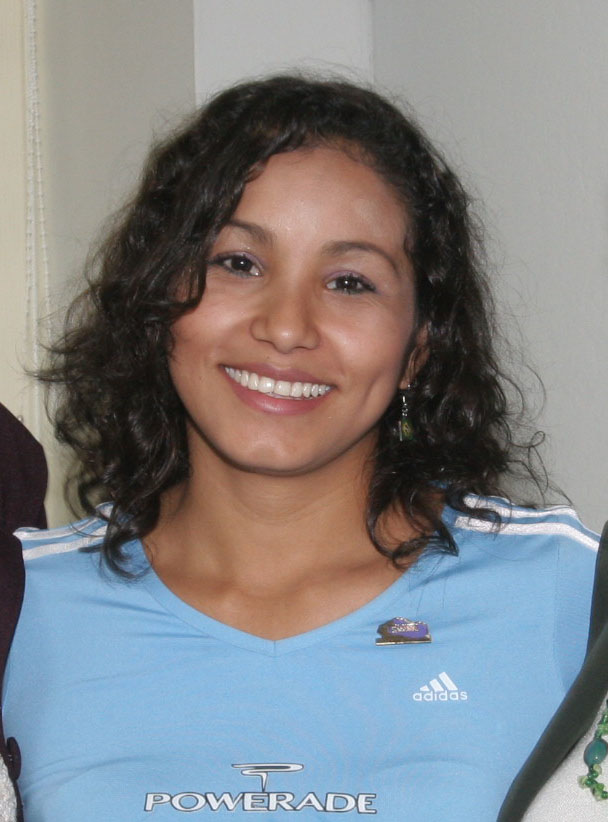
Cristina López – disqualifiziert

## Video
- World championship in athletics 2005, Helsinki, walking women, 20 km, youtube.com, abgerufen am 10. Oktober 2020